# Gomesa calimaniana
Gomesa calimaniana är en orkidéart som först beskrevs av Guiard, och fick sitt nu gällande namn av Mark W. Chase och Norris Hagan Williams. Gomesa calimaniana ingår i släktet Gomesa och familjen orkidéer. Inga underarter finns listade i Catalogue of Life.